# Arco de Titus (Circus Maximus)

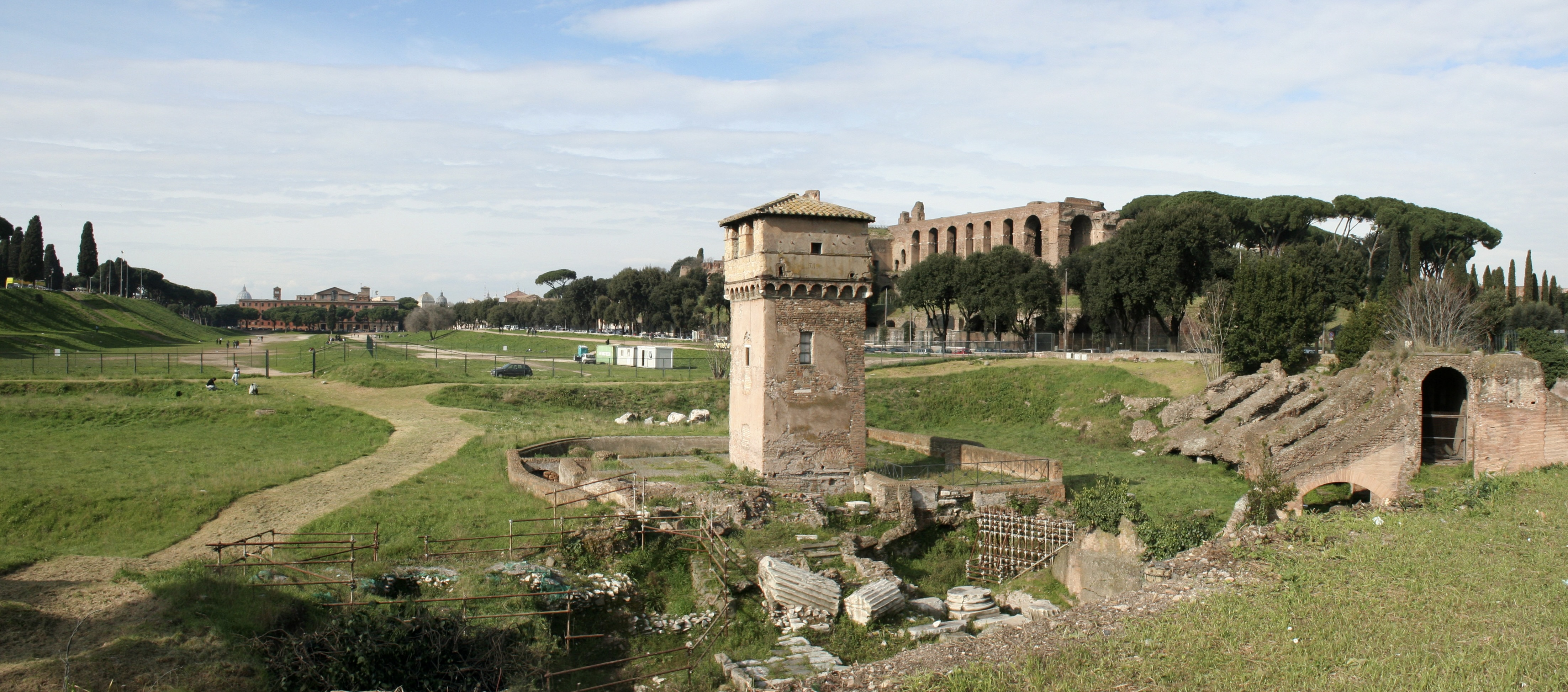
Circus Maximus - vista panorâmica

O menos conhecido Arco de Tito foi um arco triplo erguido na extremidade oriental do Circus Maximus pelo Senado em 81 d.C., em homenagem a Tito e à sua captura de Jerusalém na Primeira Guerra Judaico-Romana . Poucos vestígios permanecem. A inscrição ( CIL 19151 = ILS 264), citada por um monge suíço do século VIII conhecido apenas como " Einsiedeln Anónimo ", deixa claro que este era o arco triunfal de Tito. Fragmentos escultóricos de um friso militar foram atribuídos ao arco.
Fragmentos arquitectónicos e epigráficos do arco agora perdido foram redescobertos durante escavações em 2015.